# Michel Van Aerde
Michel Van Aerde   (Zonnegem, 2 d'octubre de 1933 - Burst, 11 d'agost de 2020) va ser un ciclista belga que fou professional entre 1956 i 1966, aconseguint 19 victòries. D'entre aquestes victòries destaquen el Campionat de Bèlgica en ruta de 1961 i dues etapes al Tour de França, el 1960 i 1961.

## Palmarès
- 1953
  - Vencedor d'una etapa a la Volta a Limburg amateur
- 1955
  - 1r a la Beveren-Waas
- 1956
  - 1r a Melsele
  - 1r a Stadsprijs Geraardsbergen
- 1957
  - 1r a Stadsprijs Geraardsbergen
  - 1r a la París-Valenciennes
  - 1r al Trofeu dels Tres Països
  - Vencedor d'una etapa al Tour de Normandia
  - Vencedor de 2 etapes al Critèrium del Dauphiné Libéré
- 1959
  - 1r a la St Lieven-Esse
  - Vencedor d'una etapa a la París-Niça
- 1960
  - Vencedor d'una etapa al Tour de França
- 1961
  -  Campió de Bèlgica en ruta
  - 1r a Erembodegem
  - 1r a Zonnegem
  - 1r al Circuit de les 3 Províncies
  - Vencedor d'una etapa al Tour de França
- 1962
  - Vencedor d'una etapa a la Volta a Bèlgica
- 1963
  - 1r al Gran Premi de Burst

### Resultats al Tour de França
- 1959. 22è de la classificació general
- 1960. 24è de la classificació general. Vencedor d'una etapa
- 1961. 13è de la classificació general. Vencedor d'una etapa
- 1962. Abandona (14a etapa)
- 1963. Abandona (16a etapa)
- 1964. 58è de la classificació general
- 1965. 35è de la classificació general

### Resultats a la Volta a Espanya
- 1964. 24è de la classificació general
- 1965. Abandona